# Thác Đa
Thác Đa là một khu du lịch sinh thái nằm ở địa phận xã Vân Hòa, huyện Ba Vì, Hà Nội. Khu du lịch Thác Đa nằm gần núi Ba Vì và vườn quốc gia Ba Vì. Thác Đa nằm cách trung tâm thành phố Hà Nội 60 km về phía tây. Nó cùng nằm trong khu quần thể du lịch nổi tiếng Ao Vua, Khoang Xanh, Suối Tiên, Suối Mơ... thuộc huyện Ba vì, tỉnh Hà Tây cũ. Đây là khu du lịch sinh thái nổi tiếng ở Hà Nội, mang những vẻ đẹp truyền thống.

## Vị trí
Khu du lịch thác Đa cách trung tâm thành phố Hà Nội 60 km về phía tây. Nó nằm ở xã Vân Hòa, huyện Ba Vì, cạnh dãy núi cao. Nó nằm ở gần thị trấn Tây Đằng, huyện lị của huyện Ba Vì.